# Kultura ludowa

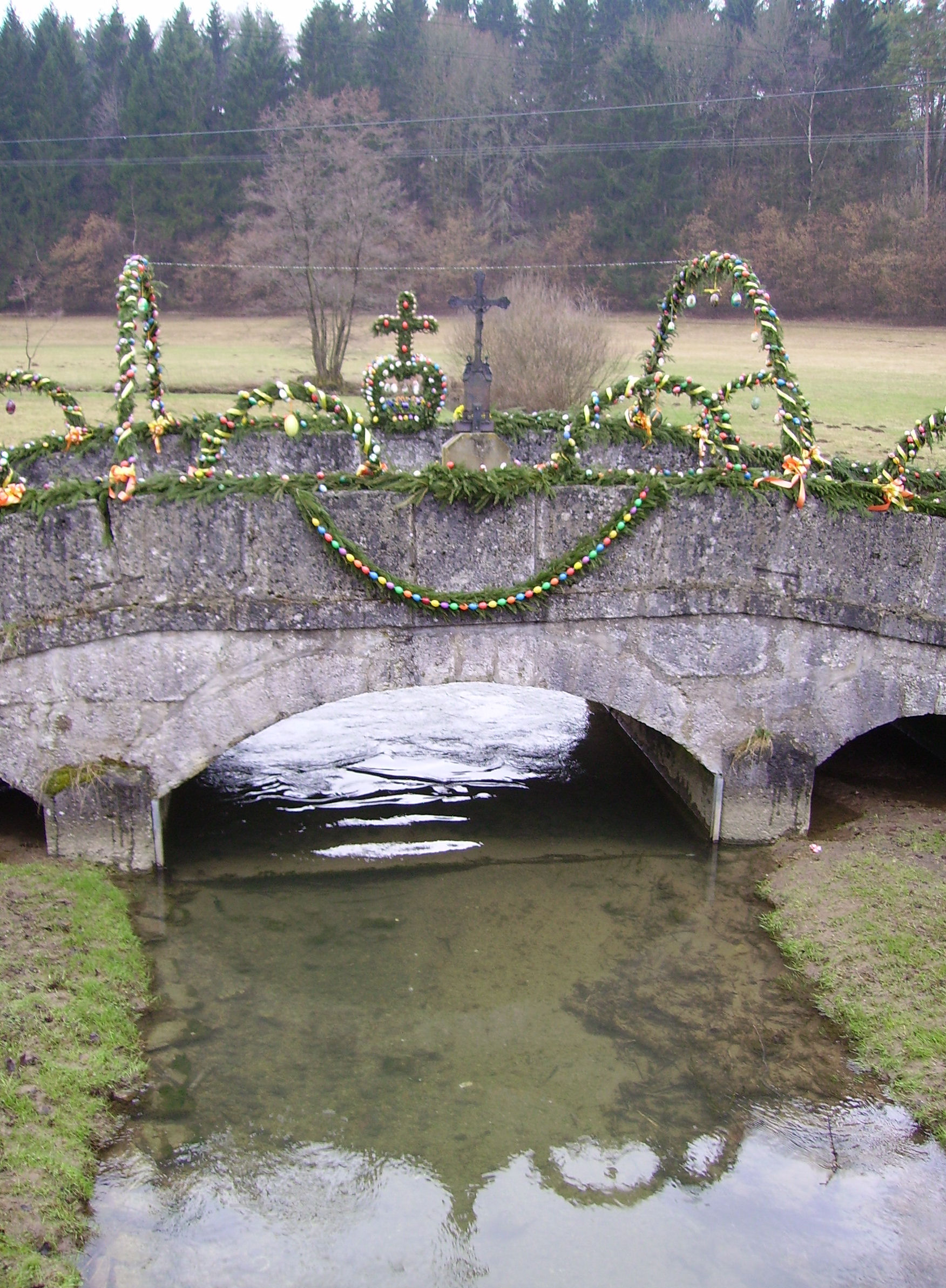
Wielkanocne ozdoby mostu w Niemczech

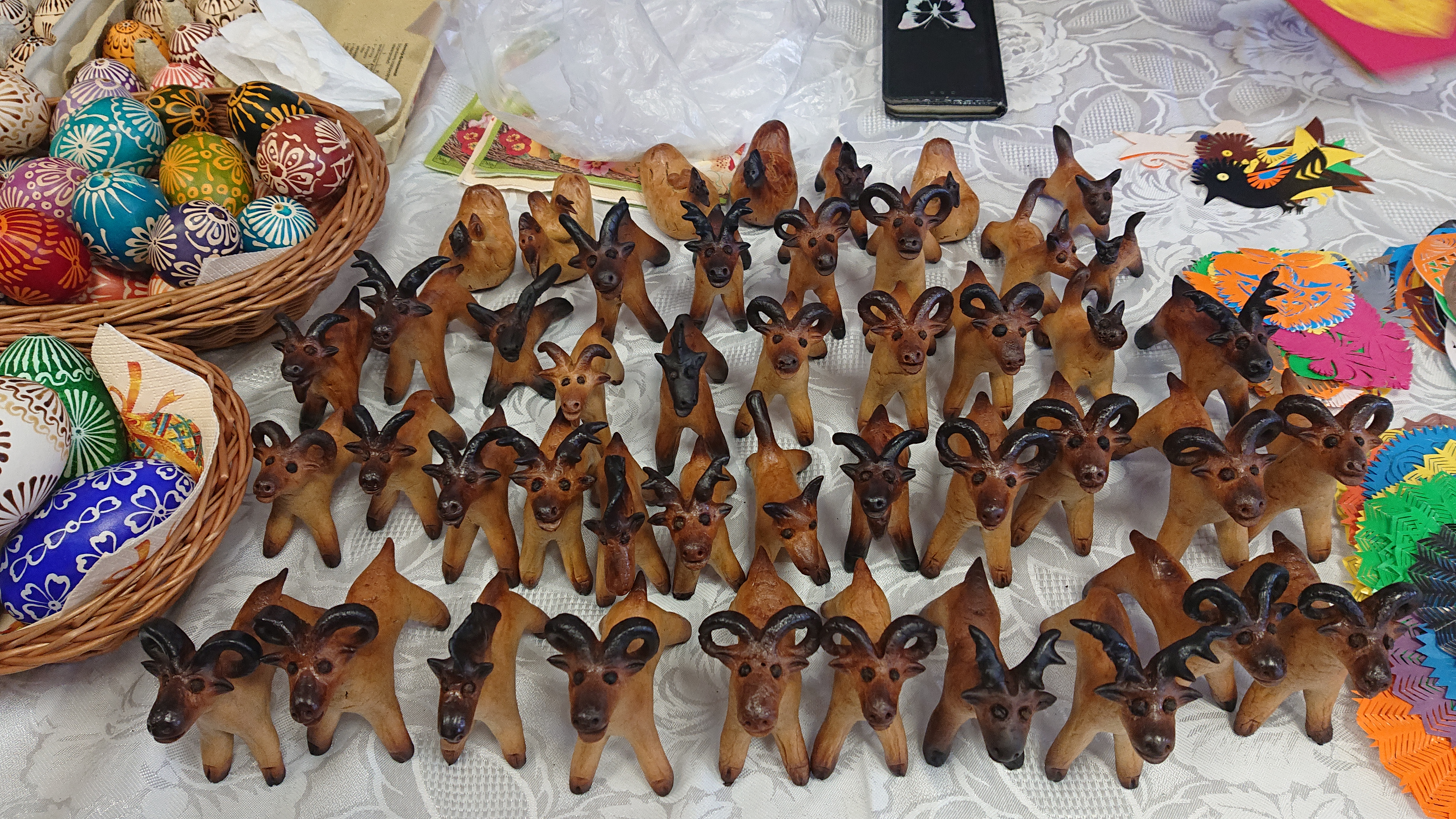
Byśki - tradycyjne noworoczne wypieki kurpiowskie

Kultura ludowa – kultura niższych warstw społeczeństw narodowych istniejąca od średniowiecza aż do połowy XX wieku, kiedy zakończył się proces jej stopniowego zaniku. W węższym znaczeniu pojęcie to oznacza sumę wytworów wiejskich społeczności lokalnych.
Kultura ludowa ukształtowała się w rezultacie wpływu kultury warstw wyższych oraz kultury innych grup etnicznych na oryginalny (etniczny) zasób kulturowy ludu. Proces ten zapoczątkowany został w okresie feudalnym. Okres największego rozkwitu kultury ludowej przypada na wiek XIX, co na ziemiach polskich miało związek m.in. ze zniesieniem pańszczyzny.
Kultura ludowa, w odróżnieniu od kultury elitarnej, wykazuje zróżnicowanie regionalne, co jest następstwem izolacji przestrzennej w jakiej znajdowały się lokalne wspólnoty.

## Cechy kultury ludowej
- Tradycjonalizm – pokoleniowy przekaz treści kulturowych (umiejętności, wiedzy, przekonań) drogą ustną; niechęć do innowacji, rola autorytetu, przede wszystkim ludzi starszych

- Ludowa religijność – charakteryzująca się m.in. swoistym synkretyzmem, który pozwalał wiązać w spójną całość relikty wierzeń pogańskich z elementami doktryny chrześcijańskiej; skłonnością do sakralizacji świata, np. przez utożsamianie postaci świętych z ich materialnymi wyobrażeniami, manifestowaniem religijności w obrzędach, regularnym uczestnictwem w nabożeństwach, pielgrzymkami, kultem świętych[2].

- Izolacjonizm – wynikał z prawnego i ekonomicznego położenia ludności wiejskiej. Była to izolacja horyzontalna (przestrzenna) i wertykalna (odgrodzenie od warstw wyższych i ich kultury). Rezultatem była izolacja świadomościowa. Swoje było lepsze i piękniejsze, obcy podejrzani i niedobrzy. Czasami przybierało to formy ksenofobiczne – np. Niemiec był „niemy” z powodu braku porozumienia, Żydówki miały być inaczej skonstruowane przez naturę niż rodzime kobiety.

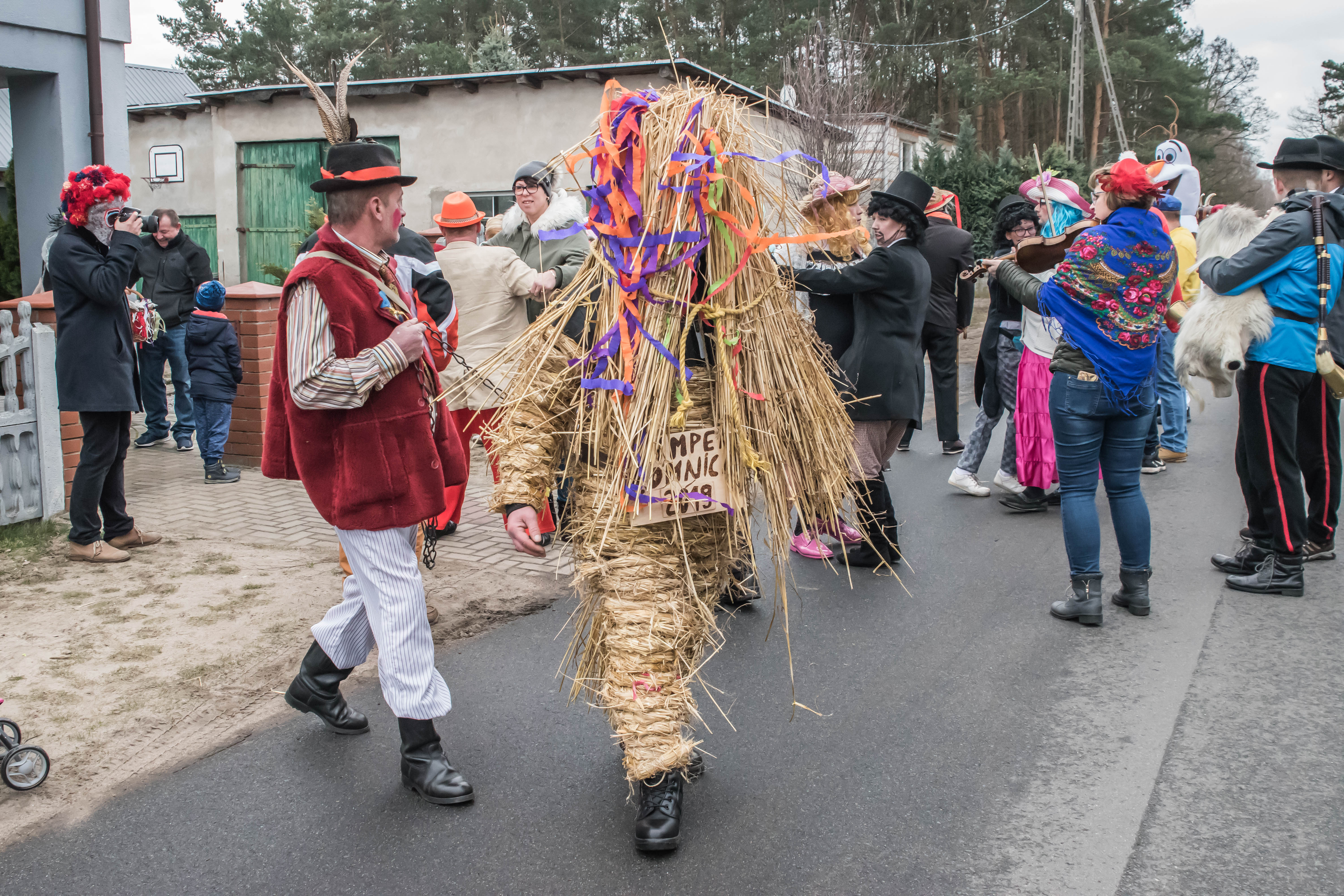
Cymper – tradycja karnawałowa w Łomnicy

- Myślenie mityczne i odporność na empiryczną weryfikację przekonań.

Na gruncie amerykańskiej socjologii i antropologii kulturowej odpowiednikiem pojęcia kultury ludowej było folk society – społeczeństwo ludowe. Amerykański antropolog Robert Redfield przeciwstawiał je cywilizacji z uwagi na takie cechy jak: zamieszkiwanie małego terytorium, bezpośrednia znajomość wszystkich członków wspólnoty; wyłącznie ustna komunikacja, brak właściwego podziału pracy i niezmienny ład moralny.
Po II wojnie światowej kultura ludowa została w Polsce uznana za ważny nurt tradycji narodowej i współczesnej kultury. Podjęto nad nią szeroko zakrojone badania, łożono środki na skanseny, izby regionalne, konkursy i festiwale sztuki i muzyki ludowej, a także ożywiano niektóre formy folkloru w ramach folkloryzmu.